# Goje-myeon
Goje-myeon (koreanska: 고제면) är en socken i kommunen Geochang-gun i provinsen Södra Gyeongsang, i den centrala delen av Sydkorea, 210 km söder om huvudstaden Seoul.